# Ficus fuscata
Ficus fuscata är en mullbärsväxtart som beskrevs av Summerhayes. Ficus fuscata ingår i släktet fikonsläktet, och familjen mullbärsväxter. Inga underarter finns listade i Catalogue of Life.